# Paracinipe saharae
Paracinipe saharae är en insektsart som först beskrevs av Francois Jules Pictet de la Rive och Henri Saussure 1893.  Paracinipe saharae ingår i släktet Paracinipe och familjen Pamphagidae. Inga underarter finns listade i Catalogue of Life.